# Межкультурный театр
Межкультурный театр, также известный как кросс-культурный театр –– вид театрального искусства, который смешивает и сопоставляет друг с другом различные культуры и субкультуры.
Смешение и сопоставление является неизбежным процессом в установлении внутренних связей и представлении межкультурных взаимодействий. Основой большинства работ, посвященных межкультурному театру, являются размышления и взаимодействия вокруг тем, сюжетов, идей перформативного характера о классическом театре Азии или о традиционных формах искусства и традиционных практиках, которые смешиваются с иностранными концептуальными идеями. После оглушительного успеха книги Питера Брукса «Махабхарата» данный тренд получил широкое распространение по всему миру. Многие культурные учреждения при правительствах разных стран начали напрямую финансировать новые театральные постановки, университетские исследования, конференции и стипендии, что должно было способствовать устранению межкультурных барьеров и увеличению уровня знаний о культуре (в частности, осознания других культур и культурные особенности восприятия).

## История
Падение Берлинской стены в 1989 году стало поворотным моментом для развития межкультурной мысли. Межкультурный театр стал наиболее подходящей в мире формулой без открытого конфликта наций или классов, самым доступным и наиболее адаптируемым решением закона международного рынка и исчезновения границ и национальных государств. В 1970-х и 1980 гг. интеркультуру поддерживали многие политические силы, и правые, и левые, потому что с её помощью можно было «построить мост» между далекими друг от друга культурами или этническими группами, которые уже привыкли не замечать существование друг друга или даже враждовать. После теракта 9/11, однако, возросло недоверие к менее известным культурам. Это могло быть знаком того, что метафора обмена между культурами, между прошлым и настоящим, более не может функционировать должным образом.
Как явление межкультурный театр практически исчез в 80-е годы, однако впоследствии вновь обрел популярность. Межкультурный театр конца XX — начала XXI вв. принял вызов современных реалий: огромное разнообразие жанров и фрагментацию зрительской аудитории. В самом деле, целью межкультурного театра является расширение горизонтов национального и политического будущего стран и культур путем сближения с чужими культурами.

## Три основные группы межкультурного театра

#### Имитационный театр
Целевая аудитория состоит из представителей одной культуры или из иностранных зрителей различных культур. Театральная труппа (актеры или исполнители действия) имеет схожее культурное происхождение или же наоборот различные иностранные культурные корни. Постановка может имитировать иностранные стили; в процессе постановки могут быть представлены новые техники и стили игры для группы актеров одной или разных культур. Таким образом, в постановке могут использоваться иностранные языки, национальные костюмы, сценические декорации, музыка и т.д. Существует большое количество примеров таких имитационных межкультурных театральных групп, включающих в себя в том числе и институты, которые экспериментируют над различными уровнями смешения и переплетения традиционных или современных методов обучения театральному мастерству и игре на сцене. После того, как данный принцип был одобрен широко известным театральным режиссером Питером Бруком, многие режиссеры по всему миру последовали его примеру. Они обратились к традиционным формам театрального искусства Азии для того, чтобы воссоздать и изобразить театральные постановки используя систему подготовки и сценического выступления определённых азиатских театров, например театр «Нох», «Катхакали» или «Китайской оперы». В то время как Питер Брук весьма преуспел в своем подходе к восприятию театрального искусства через систему театров Азии, который выходит за рамки имитации различных театральных тем, многие другие режиссеры и театральные институты остаются связанными в своих действиях параметрами имитаций, сравнения или лишь сменой физических упражнений.

#### Адаптивный театр
Адаптивный театр делится на два типа. Нормой считается показать зрителю то, что представитель данной культуры ожидает увидеть на сцене.
Адаптация к норме –– традиционный стиль представлений, которые сознательно были адаптированы, чтобы отвечать конкретным культурным ожиданиям целевой аудитории другой культуры.
Адаптация за гранью нормы –– оригинальная культура доминирует, однако она также заимствует некоторые элементы чужой культуры, чтобы расширить диапазон изобразительных средств.

#### Всемирный театр
Цель всемирного театра –– быть признанным и понятым зрителями из различных стран, то есть с различными культурами. («Махабхарата» Питер Брук, Хироси Коикэ, «Бридж Проект-Махабхарата», Бари Хочвалд «Проект всемирного театра»).

## Подразделения межкультурного театра
Глобализация послужила катализатором развития межкультурного театра в самых различных направлениях. Также благодаря ей произошла эволюция взглядов театральных практиков, ученых, спонсоров и режиссеров (Британский Совет, программа Фулбрайт, Фонд Форда, Фонд Рокфеллера). Английский язык стал использоваться как основное средство коммуникации для понимания, обсуждения, рассуждения, выражения точки зрения (как письменно, так и устно), обучения, преподавания, адаптации и перевода одной культуры в другую как в широком контексте, так и в самом узком микро контексте. Первоначально, рассуждения о таком феномене как практика межкультурного театра родились под влиянием театрального искусства запада, западных теоретиков и западных театральных практиков. (Барба, Ежи Гротовский, Томас Ричардс, Питер Брук, Роберт Уилсон, Филлип Заррили.)

#### Американский межкультурный театр
Для театрального искусства многих стран именно американский межкультурный театр дал возможность совершать новые эксперименты, исследовательские работы, ставить неординарные постановки. Многие режиссеры, преподаватели актерского мастерства и сами актеры были приверженцами именно американских взглядов межкультурного театра в начале своей карьеры. Например, Ричард Шечнер, Филлип Зарилли, Робер Уилсон, Кристиан ДюКомб и другие.

#### Межкультурный театр не англоговорящих стран
Английский язык является основным средством коммуникации межкультурного театра во всем мире. Американский или британский английский служат основными языками, на которых происходит обучение актеров и сама игра на сцене. Многие не англоговорящие страны приняли английский как официальный международный язык, тем самым открыв новые возможности бизнес-среде. Культура является неотъемлемой частью бизнеса (в частности туризм, обмен опытом, музыка, история или философия). Теория драматургии и обучение актерскому мастерству в большинстве своем получили развитие благодаря американским и европейским профессионалам современного театра.
Также есть:
- Африканский межкультурный театр
- Бразильский межкультурный театр
- Чилийский межкультурный театр
- Китайский межкультурный театр
- Китайский Шекспир
- Китайско-греческая трагедия
- Финский межкультурный театр
- Французский межкультурный театр
- Немецкий межкультурный театр
- Греческий межкультурный театр
- Венгерский межкультурный театр
- Индийский межкультурный театр
- Иранский межкультурный театр
- Ирландский межкультурный театр
- Японский межкультурный театр
- Еврейский межкультурный театр
- Корейский межкультурный театр
- Малайзийский межкультурный театр
- Мексиканский межкультурный театр
- Сингапурский межкультурный театр

## Критика
Критика межкультурного театра – сравнительно молодой термин. Он представляет собой совокупность критических исследований, открытий, обсуждений и цитирований, касающихся феномена межкультурного театра, а также постановок, проектов, людей и мест.

## Режиссеры межкультурного театра
Режиссерами межкультурного театра являются режиссеры-постановщики, которые специализируются в области межкультурного театра. То есть те, кто способен уследить за каждым аспектом театральной постановки (пьесы, основанные на тексте; не основанные на тексте пьесы; мифы и истории; адаптация пьесы или отдельного фрагмента) посредством обмена или заимствования различных элементов менее известной культуры. Также это практика смешения и коллаборации с одной или несколькими известными культурными элементами или практиками. Режиссер межкультурного театра руководит театральной группой таким образом, чтобы достичь своего креативного видения постановки. Его задачей является соединить воедино элементы классической драмы, иные формы драматических произведений, «театр 21-го века», литературу, языки, музыкальное сопровождение, мастерство режиссера, дизайн костюмов, актерское искусство, реквизит, сценические бои, световое сопровождение всей постановки межкультурного театра.